# Литвиново (Сонковский район)
Литвиново — деревня в Сонковском районе Тверской области, входит в состав Петровского сельского поселения.

## География
Деревня находится на берегу реки Сить в 2 км на северо-восток от центра поселения села Петровское и в 13 км на северо-восток от районного центра Сонково.

## История
В конце XIX — начале XX века деревня являлась центром Литвиновской волости Кашинского уезда Тверской губернии. В сельце Петровском находилась помещичья усадьба, последняя владелица - дворянка О.И. Шубинская. 
С 1929 года входила в состав Петровского сельсовета Сонковского района Бежецкого округа Московской области, с 1935 года — в составе Калининской области, с 1994 года — в составе Петровского сельского округа, с 2005 года — в составе Петровского сельского поселения.

## Население
| 1859 | 1997 | 2002 | 2010 |
| ---- | ---- | ---- | ---- |
| 96   | ↗140 | ↘139 | ↘123 |